# Mihailo Janković
Mihailo Janković (en serbe cyrillique : Михаило Јанковић ; né le 14 septembre 1911 à Belgrade où il est mort le 23 mars 1976) était un architecte serbe. Il a dessiné quelques bâtiments importants à l'époque de la République fédérative socialiste de Yougoslavie.

## Biographie

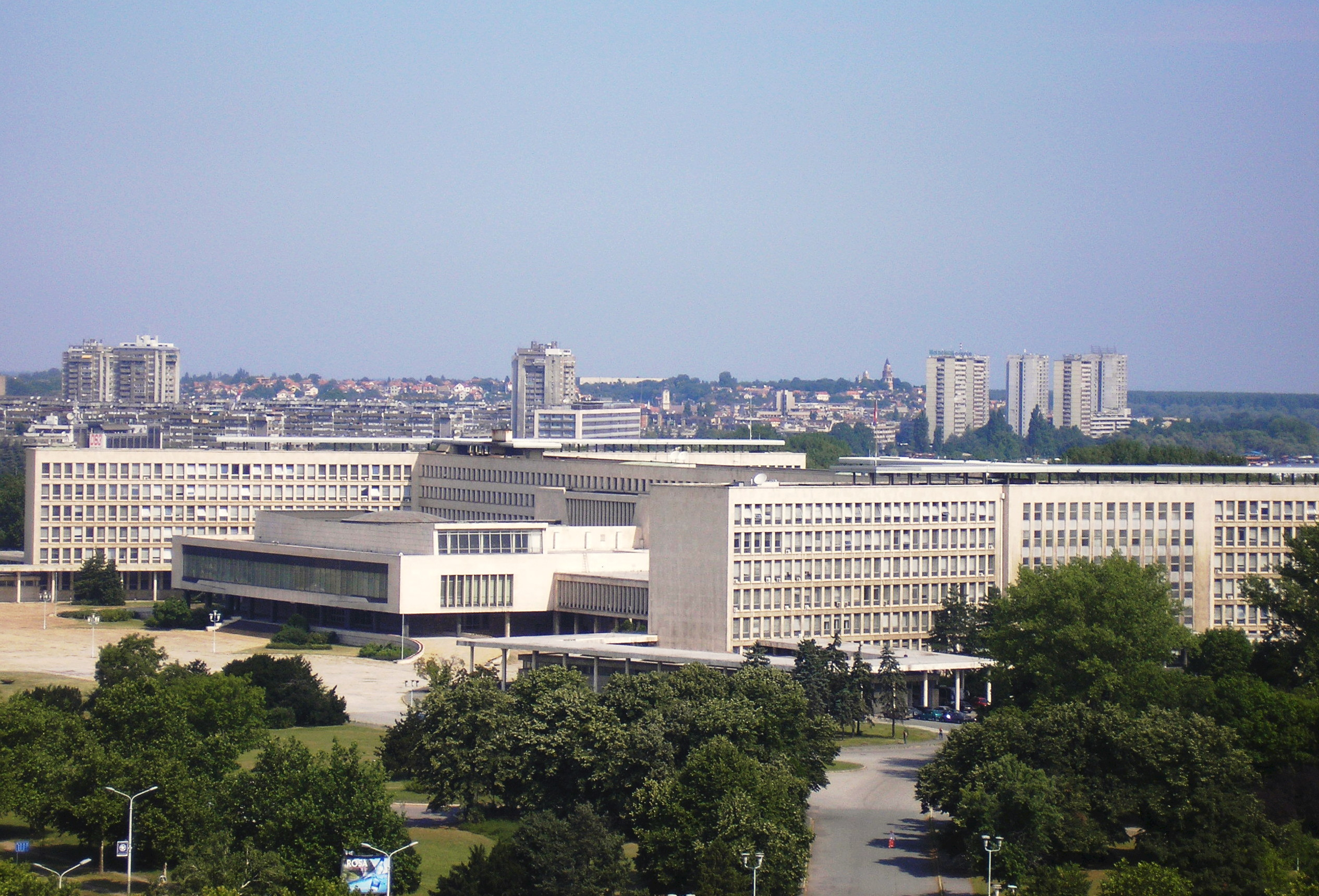
Le Palais de Serbie

## Œuvres
Mihailo Janković est l'auteur des plans du stade de la JNA, aujourd'hui connu sous le nom de Stade du Partizan (1951) ; il a également construit le bâtiment de la Ljubljanska banka, rue Čike Ljubine, et celui de la Modna kuća, rue Knez Mihailova, ainsi que le Centre de sports et de loisirs de Tašmajdan (1956).
On lui doit aussi le SIV 1, le bâtiment du Conseil exécutif fédéral de la République fédérative socialiste de Yougoslavie, aujourd'hui connu sous le nom de Palata Srbije, le « Palais de Serbie », dont il a achevé les plans et les travaux (1956-1959),. Janković est l'auteur du Musée du 25 mai.
Son projet le plus important est peut-être celui du gratte-ciel du CK, le « comité central » du parti communiste (1961), aujourd'hui connu sous le nom de tour Ušće.

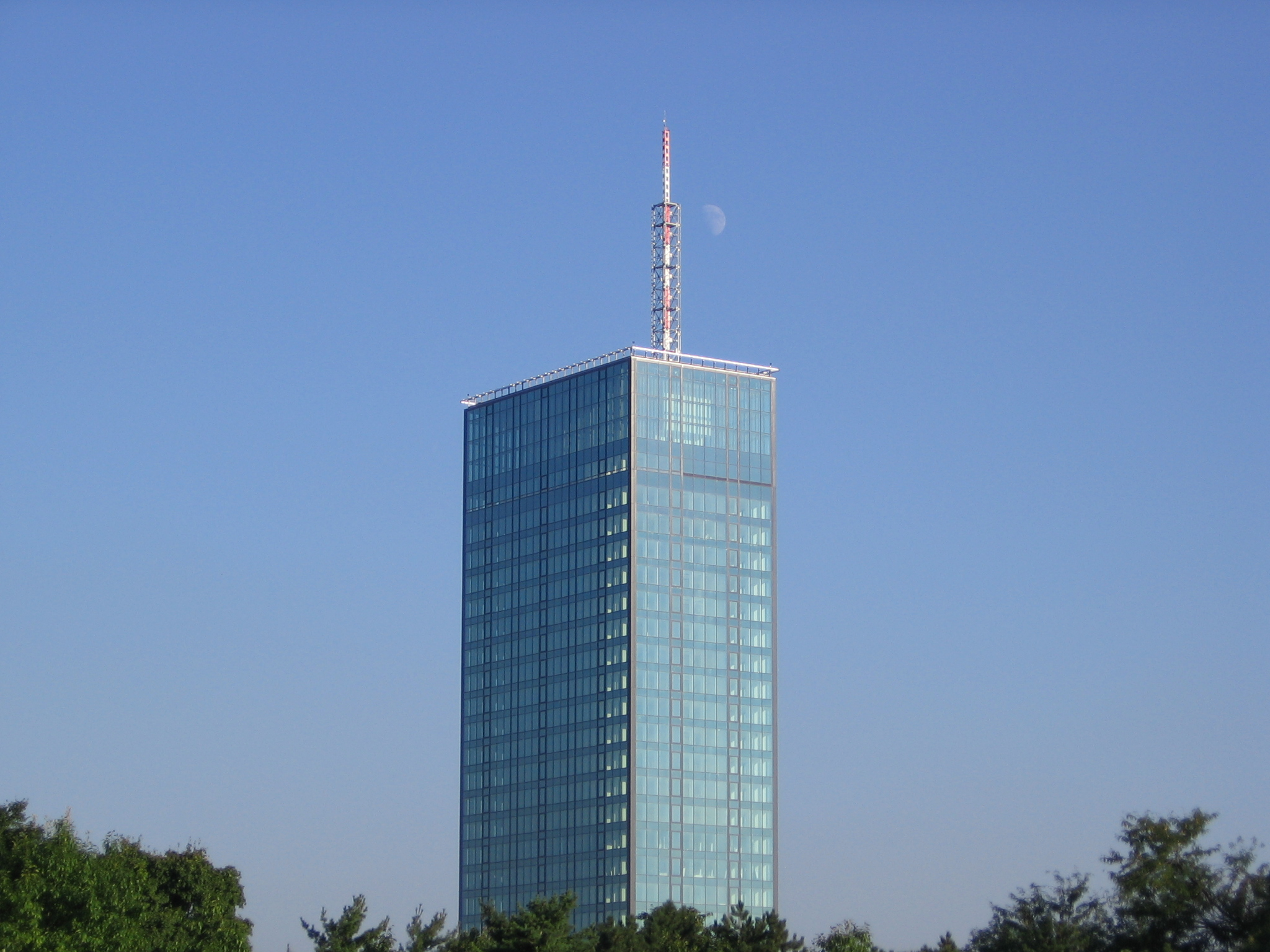
La tour Ušće, après sa reconstruction